# 白永恩
白永恩（荷蘭語：Gerard Beunen，1915年10月1日—2002年1月2日），荷蘭遣使會神父，在臺灣臺北市士林區天母創立聖安娜之家以收容智能不足兒童。

## 生平
白永恩神父於1915年生於荷蘭羅爾達倫小鎮，生日10月1日，1946年到北京與天津一帶傳教，參加聖母軍濟助貧病，1951年到臺灣，先在石牌及臺北榮民總醫院牧靈，擔任教廷駐華大使館新聞處主任。
遣使會到臺灣後便由羅文思等在宜蘭縣興建教堂、辦幼稚園、造漁船、照顧小兒痲痺病童、設文聲復健院、聖方濟安老院等社福工作。1971年11月28日，白永恩在天母天主教聖母堂發現一名多重障礙棄嬰，這是他第一個收養的孩子，開啟他建立收容場所的心願。他向教會借來四位修女，1972年12月28日創辦聖安娜之家，地點為天母教堂旁的租地。
曾有人問白神父，為什麼對這群異國孩童特別關心，他就說自己有色盲，所以他只看到孩子的需要，卻看不到種族、膚色。一次，女院童江書頤因心藏病開刀後併發肺炎不治，他就傷心好幾天，還把其照片放在臥房櫃上，日夜觀看思念。院童的壽命也不常，1982年報導，成立十年來，累積達八百名院童，但是最後病情稍微好轉而能離開的僅有廿名。
聖安娜之家收容的院童智商皆不到20，大多數患有蒙古症、水腦症、苯粡尿症、腦膜炎及先天性甲狀腺機能障礙病，並因而導致嚴重的智力及肢體殘缺。因他們大小便無法自理，工作人員只得用尿布包裹，導致洗衣機因過度使用常壞、曬衣場上總是曬滿衣服，以院方單薄的人力，負擔極大。在1982年每月就需新台幣廿五萬元。1985年12月17日中國信託大樓，由白永恩率領院內數位教師院童、ICRT顧問奎克與中國信託總經理辜濂淞共同主持耶誕樹點燈儀式，由ICRT以稱為「點燃生命之火」的方式來募集捐款給聖安娜之家。但此慈善活動，卻遭致外界獨厚聖安那之家的非議，因向臺灣公眾募款的不快，加上申請募款活動的手續太麻煩，白神父寧願每兩年回家鄉，以三義鄉木雕在外國作義賣。
當時天母住有一些社會地位高的外籍人士，白永恩還參加了臺灣外籍人士在1980年12月6日成立的老台灣俱樂部（Taiwan Old Timers），成員還有沃爾夫岡·克洛爾。1980年代末，美國長大的楊壽華回臺灣接掌開在天母東路78號的犁榭西餐廳（Irene's Lounge），發現許多來到餐廳的外國人多是聖安娜之家的志工，在了解聖安娜之家工作的意義與困難後，她決定成為贊助者，每年十月支援義賣園遊會、泥漿大賽。當時1991年開始，天母東路的犁舍酒吧（Pig & Whistle）的黃蓓蕾在天母舉行每年一次泥漿大賽，參賽者要在游泳池大的泥漿池拔河、揹人賽跑、打拳擊、疊羅漢，其所有收入捐給聖安娜之家，吸引外國人前來，如當年ICRT音樂節目主持人Tony Tylar被以六萬元的價格丟進泥漿池博君一粲。
1990年代初，隨著毒品氾濫，嗑藥的未婚少女生所生的嬰兒也受影響，由未婚媽媽之家送來聖安娜之家的智能不足的嬰兒增多。白神父就捐出自住宿舍，並向外搭建出五十坪空間來容納院童，後經由議員林瑞圖、許淵國、社會局長陳菊協助才免於因違建拆除。1992年末，白永恩高齡八旬的姊姊從荷蘭來臺灣，要弟弟回故鄉修習，但被他以孩子無人照顧拒絕。到1993年7月，每月花費已達到六七十萬元，白永恩雖罹患喉癌身體衰弱，依然回去荷蘭募款。
1994年4月9日，教廷駐中華民國大使尤雅士見證下，由台北教區總主教狄剛轉頒十字勛章給白永恩、滿濟世這兩位神父及文芳濟修女。
1995年，白永恩又因身體不適住進市立陽明醫院治療，還因骨質疏鬆症無法行走，由聖安娜之家的柯德蘭修女和義工楊淑珠等人照顧。2002年1月2日，白老神父去世，同月10日石牌天主堂舉行告別禮，同日安葬於三峽天主教公墓。 同年，由神父文雅德接下聖安娜之家責任。
白永恩最大心願是在臺灣開設第二個聖安娜之家，2013年9月29日，高雄聖安娜之家在苓雅區三多二路與和平二路口成立。

## 外部連結
- 白永恩神父基金會的Facebook專頁
- 白永恩神父基金會